# Развој рекорда европских првенстава у атлетици на отвореном — скок увис за жене
Рекорди европских првенстава у скоку увис на отвореном у женској конкуренцији воде се од 1. Европског првенства на отвореном за жене одржаном у Бечу 1938. године.
Актуелне рекордерке европских првенства на отвореном су Тија Хелебаут Белгија и Венелина Венева Бугарска 2006. и Бланка Влашић, Хрватска 2010 с рекордом од 2,03 метра.

## Рекорди
Закључно са ЕП 2018. у Бирмингему, ратификована су ... рекорда европских првенстава у женској конкуренцији.
Легенда
| ратификовани рекорди     |
| нератификовани резултати |
| * = изједначен рекорд    |

|    | Резултат              | Атлетичарka                 | Дат. рођ.                | Земља                | Место            | Датум              |
| -- | --------------------- | --------------------------- | ------------------------ | -------------------- | ---------------- | ------------------ |
| 1. | 1,64                  | Ибоља Чак                   | 6. јануар 1915. (23 год) | Мађарска             | Беч, Аустрија    | 7. септембар 1938. |
| 2. | Нел ван Бален-Бланкен | 18. новембар 1917. (21 год) | Холандија                |                      | Беч, Аустрија    | 7. септембар 1938. |
| 3. | Феодора цу Золмс      | 5. април 1920. (18 год)     | Немачка                  |                      | Беч, Аустрија    | 7. септембар 1938. |
| 4. | 1,65                  | Телма Хопкинс               | 16. март 1936. (18 год)  | Уједињено Краљевство | Берн, Швајцарска | 28. август 1954.   |
| 5. | Јоланда Балаш         | 12. децембар 1936. (17 год) | Румунија                 |                      | Берн, Швајцарска | 28. август 1954.   |
| 6. | 1,67                  | Телма Хопкинс               | 16. март 1936. (18 год)  | Уједињено Краљевство | Берн, Швајцарска | 28. август 1954.   |

## Референца
1. ↑  Развој рекорда европских првенстава у скоку увис на отвореном за жене на Track and Field Statistics